# Genesaret sø
Genesaret sø er med sine 214 meter (okt. 2008) under havets overflade verdens lavest beliggende ferskvandssø og verdens næstlavest beliggende sø efter Det Døde Hav.
Søen benævnes med fire forskellige navne:
- Genesaret sø
- Kinneret sø – muligvis fra det hebraiske ord kinnor (= lyre/harpe, hentydende til søens form)
- Tiberiassøen – efter byen Tiberias
- Galilæas sø – efter området Galilæa

Ifølge Det ny Testamente vandrede Jesus på Genesaret sø. 

## Truet vandressource
Genesaret sø forsyner Israel med 50 % af dets drikkevand  gennem det ca. 130 km lange forsyningsnetværk af kanaler, rørledninger, tunneller, reservoirer og pumpestationer, som blev indviet i 1964 under betegnelsen National Water Carrier of Israel. Også landbrug og industri har siden etableringen nydt godt af søens vand. Der har i årenes løb været rejst kritik af, at Israel fortsætter med at dyrke kunstvandingsintensive afgrøder som bananer og citrusfrugter, dyrkningen af hvilke ovenikøbet er subsidieret af staten, enten direkte ved en favorabel vand-pris eller begge dele i forening.[kilde mangler] 
Via et pumpeanlæg under Genesaret sø kan der pumpes 28 m³ vand pr. sekund. Om sommeren sænkes vandspejlet dermed 1 centimeter om dagen. Vandet transporteres i en åben kanal og renses til drikkevandsstandard i Bet Netofa-dalen, for til sidst at flyde i en ledning med en diameter på 2,75 meter til Tel Aviv med forstæder, og videre til den sydlige Negev-ørken.
Siden 1997 har denne sø, som oldtidens mennesker kaldte et "hav" (Mare Galilea), år for år trukket sig tilbage, således at man i 2008 måtte tilbagelægge ca. 300 meter fra stranden for at nå vandet.  Flere år med ringe nedbør parret med en stigende afhængighed af Genesaret-søens vand, efterhånden som andre israelske kilder til vand er udtømte, har bragt søen til sit laveste overfladeniveau nogensinde. 
Når vandstanden når en højde på 208,8 meter under havets overflade, åbnes en dæmning ved udmundingen til Jordanflodens nedre løb for at beskytte bl.a. Tiberias fra at blive oversvømmet. Det skete senest i 1991. Vandstandens nedre grænse for at kunne benyttes som drikkevand, er 213 m under havets overflade og kaldes "den røde grænse". Under dette niveau anses vandet som uegnet til drikkevand pga. risiko for salinisering og forurening med andemad. Efter den ringe nedbørsmængde i vinteren 2007/08, der kun hævede vandspejlet med 60 centimeter, ventedes den kritiske grænse på 213 meter under havets overflade at nås i sommeren 2008. For evt. at hindre dette har myndighederne annonceret restriktioner for husholdningernes vandforbrug. I oktober 2008 var vandspejlet 214 meter under havets overflade; bare en meter til, og der kan ikke pumpes mere – hvilket uundgåeligt vil føre til sociale spændinger i Israel, når forskellige grene af samfundet begynder at slås om, hvem og hvor meget der skal rationeres. 